# 塔爾圖 (市鎮)
塔尔图市镇是爱沙尼亚塔尔图县的一个乡村型市镇。行政中心为克爾韋屈拉。市镇面积为742平方公里，2021年时人口数量为11,590人。

## 行政管理
2017年爱沙尼亚行政改革后，原塔尔图乡村型市镇、拉埃瓦市镇、皮里薩雷市镇和原属約格瓦縣的塔比韋雷市镇合并成新的塔尔图乡村型市镇。
新的市镇包括6个小镇和71个村庄。